# Temuco (flygplats)
Temuco är en flygplats i Chile.   Den ligger i provinsen Provincia de Cautín och regionen Región de la Araucanía, i den södra delen av landet, 600 km söder om huvudstaden Santiago de Chile. Temuco ligger 92 meter över havet.
Terrängen runt Temuco är platt åt sydväst, men åt nordost är den kuperad. Runt Temuco är det ganska tätbefolkat, med 230 invånare per kvadratkilometer.. Närmaste större samhälle är Temuco, 4,5 km nordost om Temuco.
I omgivningarna runt Temuco växer huvudsakligen savannskog.